# Verzetsmuseum Amsterdam
Het Verzetsmuseum Amsterdam is een museum in Amsterdam over het verzet in Nederland tijdens de Tweede Wereldoorlog.

## Geschiedenis
In 1979 organiseerde Volksuniversiteit K&O Katwijk de Verzetstentoonstelling 1933-19nu. Tijdens de voorbereidingen bleek dat de ideologische polarisatie van het verzet een struikelblok was om een evenwichtig beeld te schetsen van de verzetsgeschiedenis. Door de inspanning van de organiserende werkgroep kon  dit worden weggenomen en besloten verzetsorganisaties uit linkse en rechtse hoek voor het eerst in de naoorlogse geschiedenis samen te werken.
De 10 daagse tentoonstelling in Katwijks Cultureel Centrum Tripodia werd door ca.10.000 personen bezocht. Deze overweldigende belangstelling en de samenwerking tussen de verschillende verzetsorganisaties, was voor de samenstellers een aanzet voor een herhaling elders. 

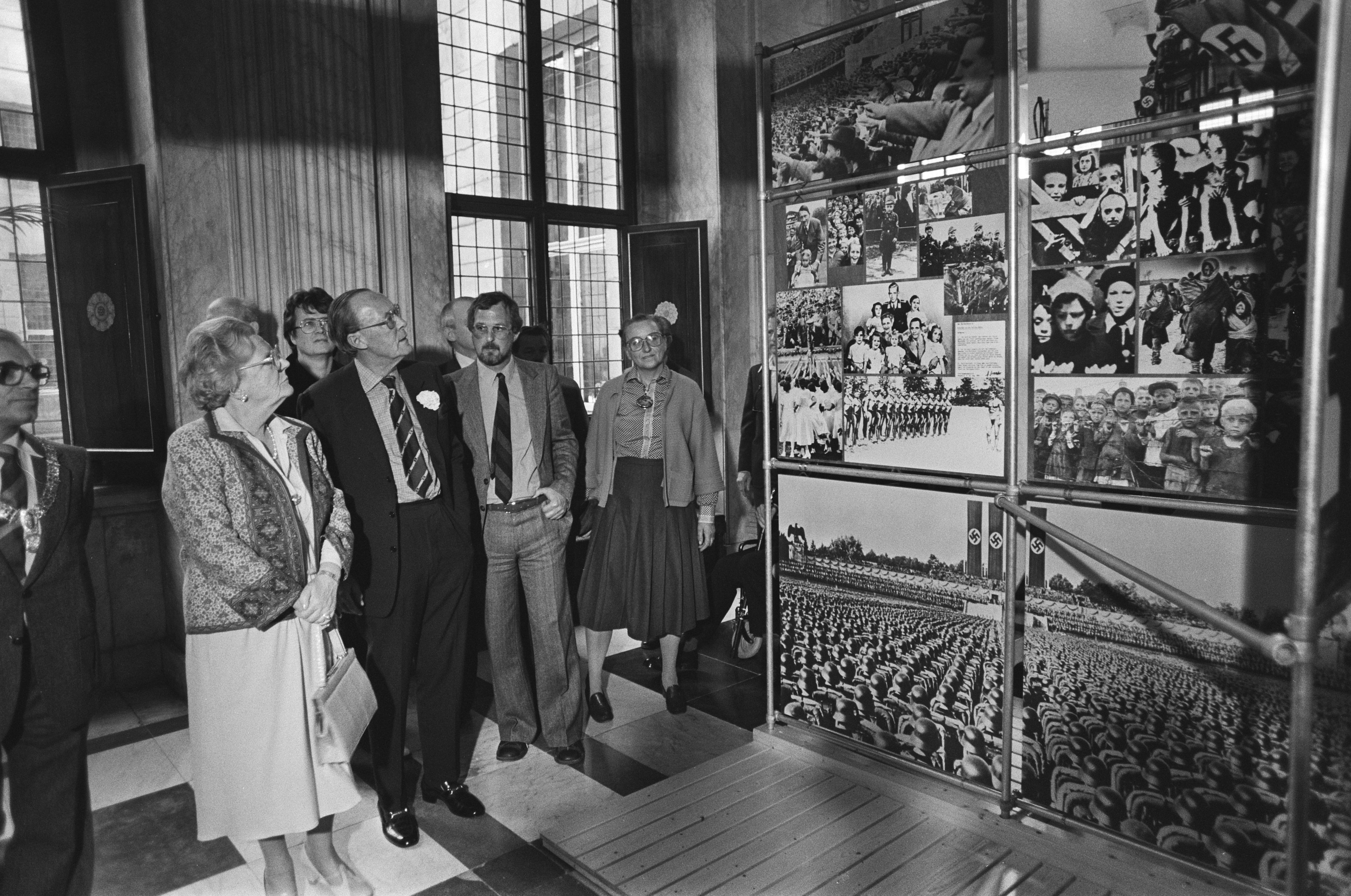
Koningin Juliana opent de verzetstentoonstelling Verzet en Vervolging 1933 19nu

Al in het jaar daarop (1980) stond een aangepaste tentoonstelling met de titel Verzet en Vervolging 1933–19nu in het Paleis op de Dam, vormgegeven door Pieter Hildering. De Amsterdamse expositie trok in korte tijd 63.000 bezoekers. Het Amsterdamse 4 en 5 mei-comité merkte dat ook de vraag van scholen naar panelenexposities toenam. Zo ontstond het idee voor een permanent verzetsmuseum in Amsterdam. In mei 1981 pleitte Roel Walraven, gemeenteraadslid voor de CPN – na een bezoek aan een verzetsmuseum in Oslo – hiervoor in de gemeenteraad.
In 1984 werd de Stichting verzetsmuseum Amsterdam opgericht. In het bestuur waren verschillende geledingen uit het verzet vertegenwoordigd. Al op 19 november 1985 werd het museum geopend. 
Aanvankelijk was het museum gevestigd in de door Abraham Elzas in 1935 ontworpen Lekstraatsynagoge. Er waren de eerste jaren twee parttime betaalde medewerkers, en veel vrijwilligers, vooral afkomstig uit het voormalig verzet.
Sinds 1 mei 1999 is het museum gevestigd in gebouw Plancius aan de Plantage Kerklaan, tegenover de hoofdingang van Artis. In de nabijheid is in 1943 de aanslag op het Amsterdamse bevolkingsregister gepleegd en vonden deportaties plaats via de Hollandsche Schouwburg. Het museum groeide hier uit tot een internationaal gewaardeerd museum. In 2005 kreeg het museum een afdeling over de voormalige koloniën. In 2023 werd het museum uitgebreid met Verzetsmuseum Junior in nieuwbouw achter het pand. Vanaf 2015 ontvangt het Verzetsmuseum jaarlijks meer dan 100.000 bezoekers.  
Het Verzetsmuseum Amsterdam heeft permanente en wisselende exposities. Authentieke voorwerpen, foto's en documenten, film- en geluidsfragmenten en persoonlijke verhalen geven inzicht in de ontwikkeling van het verzet in Nederland tijdens de nazi-bezetting. In de afdeling over de voormalige koloniën komt ook verzet tegen Nederland als koloniale onderdrukker aan bod. Het Verzetsmuseum houdt de herinnering aan onderdrukking en verzet levend en geeft inzicht in de waarde van rechtstaat en democratie.
In het museum worden lezingen gehouden. Tevens is er een bibliotheek en een museumwinkel aanwezig.